# La nave de los necios
Este artículo trata de la obra literaria alemana. 
La nave de los necios o La nave de los locos (en el original alemán, Das Narrenschiff; en su traducción latina, Stultifera Navis; por error, transcrito en algunas copias como Salvtifera Navis) es una obra satírica y moralista publicada en Basilea en 1494 y escrita por el teólogo, jurista y humanista conservador de origen alsaciano y cultura alemana Sebastian Brant (o Brand).
Es una sucesión de 112 cuadros críticos (el número puede variar dependiendo de las ediciones) acompañados cada uno de un grabado, en los que Sebastian Brant critica los vicios de su época a partir de la denuncia de distintos tipos de necedad o estupidez. También se ha entendido la obra como una velada crítica a la Iglesia de la época (en latín, navis se refiere también a la nave de un templo, y se conoce a la Iglesia católica como la nave de San Pedro).

## Ediciones

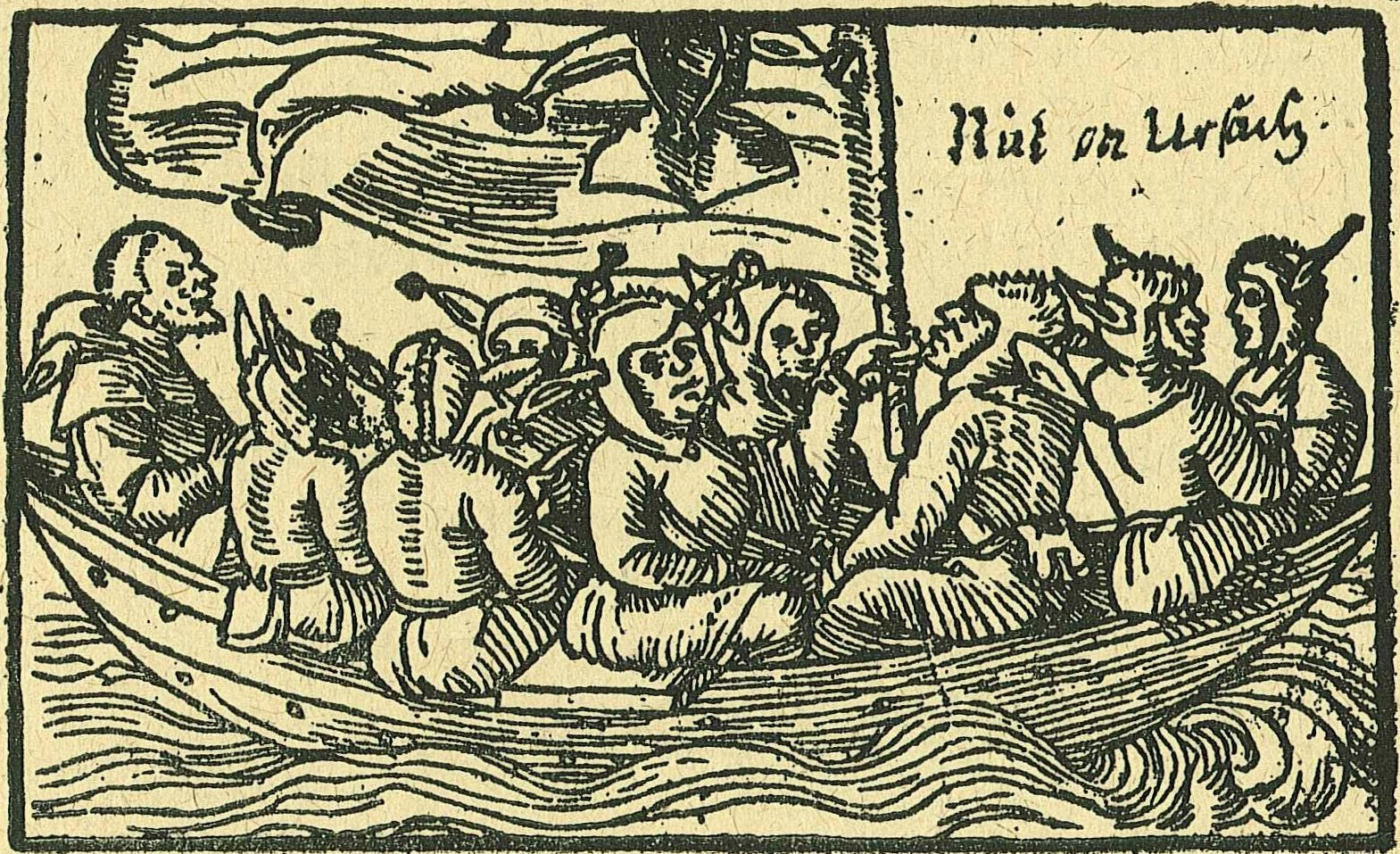
La Stultifera Navis de viaje al País de los Tontos. Grabado en madera de 1549

El éxito de la obra fue enorme en su época, al menos hasta el siglo XVII. Hubo seis ediciones originales, en alemán del alto Rin. En Estrasburgo catorce, y quince en París. En Alemania hubo hasta nueve ediciones piratas (por ejemplo, La nueva nave del país de los necios, Estrasburgo, 1495, con cinco ediciones). Fue traducida al latín por Jacob Locher en 1497 con el título de Nave Necia, Naves Necias o Stultifera Navis.
Con respecto a las ilustraciones, los grabados que la acompañan han sido reelaborados varias veces, y sus diseños se atribuyen a cuatro o cinco artistas, de los cuales todos menos uno son anónimos. El único identificado es Alberto Durero, a quien se atribuye la mayor parte del trabajo (aproximadamente 75 de las 116 imágenes), y de los restantes autores se ha intentado perfilar la personalidad de dos de ellos, llamándolos Haintz-Nar-Meister y Gnad-Her-Meister.

## Antecedentes de la obra
La imagen de un grupo de locos viajando en barco hacia la tierra de los tontos (o Narragonia, en el original alemán), así como otros elementos del libro de Sebastian Brant, entronca con varias tradiciones de la literatura clásica y medieval, y sobrevive hasta el presente. Se le relaciona con Jasón y los argonautas y con la literatura didáctica medieval (como el Schildbürgerbuch, o Libro de los papanatas, cuyos personajes son necios y cuya intención es moralizante). También recoge la tradición de las danzas de la muerte (puesto que en la obra hay danzas de necios, como en los capítulos 1, 61, 62 y 85). Se incluyen en la obra numerosas citas bíblicas y refranes de la época. 
En cuanto a los antecedentes personales, es sabido que Brant había publicado durante los años precedentes una serie de hojas volanderas (primero en latín, luego en alemán) en las que se solía incluir una pequeña ilustración, contando sucesos relevantes o noticias curiosas. Dado que Brant aprendió a hablar alemán de manera tardía, estas hojas permiten conocer hoy sus progresos en el aprendizaje de ese idioma, que también anticipan el estilo moralizante y su voluntad didáctica (la combinación entre imagen y texto y la redacción en alemán y no en latín son prueba de que su principal destinatario era el gran público, al igual que La nave de los necios).

## Estructura
Una parte de la crítica afirma que La nave de los necios carece de estructura, siendo una simple sucesión de cuadros aislados (De los cocineros y de los bodegueros, De la intención declarada, Del necio grosero, etcétera). La unidad vendría dada entonces por la lengua y la versificación, por la figura del necio como personaje central, por su ubicación en una nave o por el estilo emblemático.

## El Necio

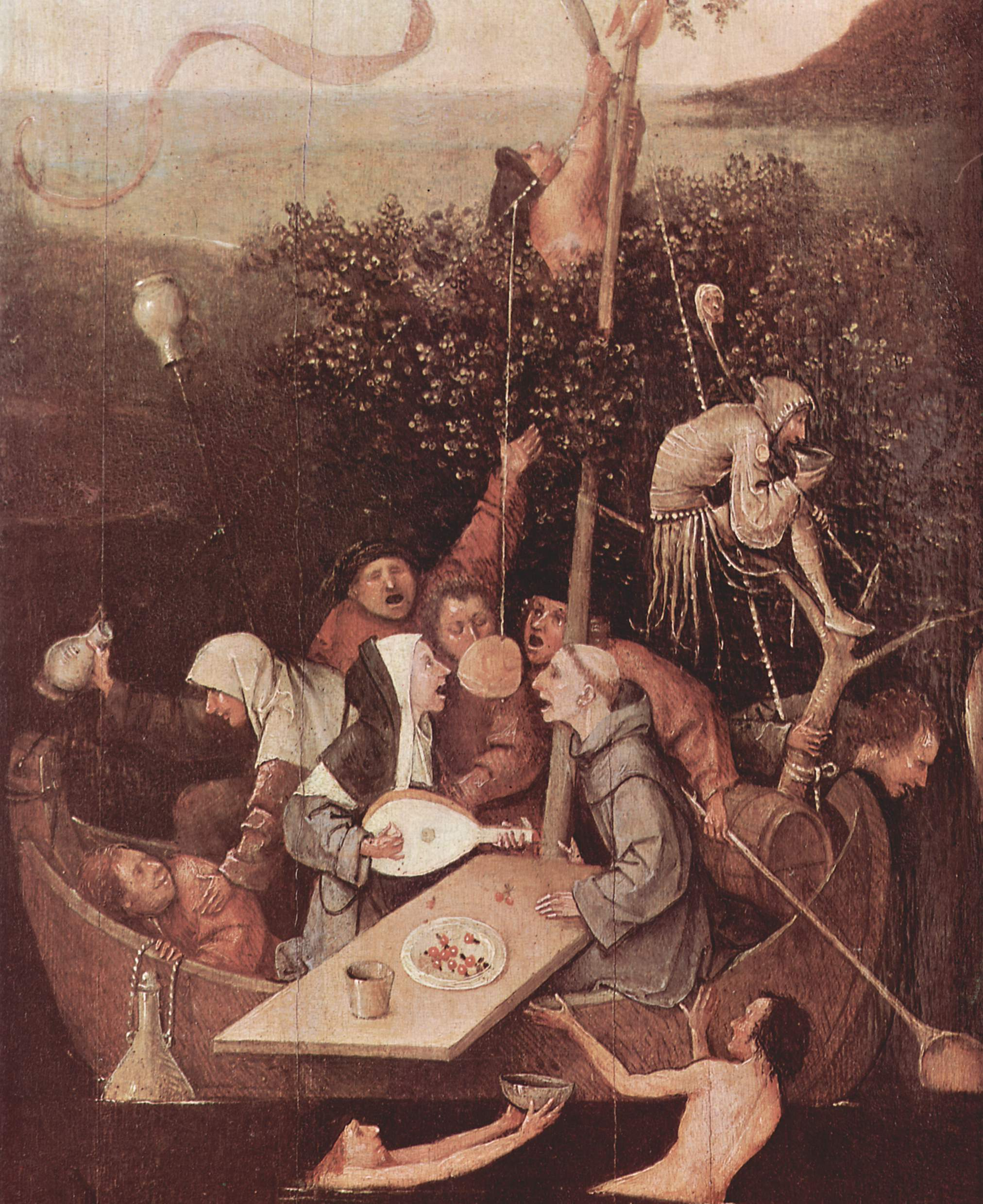
Interpretación del Bosco de la Nave de los necios.

Se ha intentado rehacer una clasificación de necedades a partir de la obra de Brant. Zeydel, entre otros autores, ha visto el viaje a Narragonia como un viaje hacia uno mismo, lo que supondría que Brant habría anticipado una temática moderna de autodescubrimiento del yo. Es importante también apreciar que la literatura medieval (así como el propio Brant) no hacía distinciones entre los tipos clásicos de necedad latina (stultus, fatuus, insipiens y demens).

## Influencia posterior
La secuela más conocida es el Elogio de la locura (1509), del humanista Erasmo de Róterdam, quien conocía la obra de Brant (se debe recordar la identidad entre locura y necedad que preside las concepciones de la época). La influencia de Brant llega a Rabelais o más recientemente al estudio de la necedad formulado en el célebre ensayo del economista italiano Carlo Maria Cipolla titulado Allegro ma non troppo. 
Michel Foucault dedicó a este libro el primer capítulo de su Historia de la locura en la época clásica y lo relacionó con auténticos barcos de dementes que navegaban por los canales de una ciudad a otra. El pintor El Bosco recreó en un cuadro su propia nave de los locos. 
Pío Baroja escribió en 1925 la novela La nave de los locos, que forma parte de la serie Memorias de un hombre de acción. En ella, tras su famoso «Prólogo casi doctrinal sobre la novela, que el lector sencillo puede saltar impunemente», dedicado a defender su teoría literaria novelística de las críticas vertidas por el «un poco ideológico» José Ortega y Gasset, incluye un primer capítulo con el mismo título de la novela, «La nave de los locos», en el que explica el sentido metafórico de la locura de la humanidad, dando como referencia el poema de Sebastián Brant.